# Oscillazione di Piora

Variazioni della temperatura dell'Olocene in base a differenti ricostruzioni. Il periodo più recente è a destra.

L'oscillazione di Piora fu un repentino periodo umido e freddo, di durata relativamente breve, nella storia climatica dell'Olocene. Viene generalmente datato tra il 3.200 e 2.800 a.C., periodo a cui viene datata anche la mummia del Similaun, il corpo dell'uomo ritrovato nel ghiacciaio del Similaun, al confine tra Italia e Austria.
Alcuni ricercatori associano l'oscillazione di Piora con la fine del periodo Atlantico e l'inizio del Sub-boreale nella classificazione di Blytt-Sernander delle sequenze climatiche dell'Olocene.
L'estensione spaziale dell'evento non è ancora chiarita; non sembra però che possa essere incluso tra i più importanti o ben identificabili eventi nella ricostruzione delle temperature dell'emisfero boreale.

## Prima rilevazione
Il fenomeno riceve la denominazione dalla Val Piora, nel Canton Ticino in Svizzera, dove fu identificato per la prima volta da studi di analisi del polline sui laghi e sulle paludi del lago Cadagno; alcune delle più importanti evidenze di questa oscillazione climatica si trovano nelle Alpi. Sembra associato con la prima avanzata dei ghiacciai nelle Alpi successiva all'Optimum climatico dell'Olocene; la linea degli alberi si abbassò di circa 100 metri rispetto al periodo Atlantico. Nel Medio Oriente, il livello del Mar Morto si innalzò di quasi 100 metri, per poi ritornare al livello abituale.
Alcuni studiosi hanno associato questo cambiamento climatico con la fine del periodo di Uruk, associato con il grande diluvio descritto nell'epica di Gilgamesh e con la storia dell'arca di Noè nel libro della Genesi.

## Correlazione con l'addomesticamento del cavallo
L'oscillazione di Piora è stata collegata anche con l'addomesticamento del cavallo. Nell'Asia centrale il clima freddo favorì l'uso del cavallo che, essendo molto più a suo agio nel brucare l'erba anche nel terreno coperto di neve, tese a rimpiazzare l'allevamento del bestiame e delle pecore.
Il periodo di Piora sembra anche associato a un periodo di aria fredda e più secca sul Mediterraneo orientale e occidentale e potrebbe aver diminuito le precipitazioni piovose fino al Medio Oriente. Il periodo freddo coincide con la fine del periodo umido africano e con l'inizio di un periodo secco nella parte centrale del deserto del Sahara.

## Cause
Le cause dell'oscillazione di Piora non sono ancora chiarite del tutto. Si ipotizza una combinazione di diversi fattori: cambiamenti nella radiazione solare dovuti a variazioni dell'orbita terrestre (forcing orbitale), cambiamenti nelle correnti oceaniche o nell'attività solare. La causa principale delle fluttuazioni di Piora fu probabilmente una significativa riduzione dell'attività solare. La ridotta radiazione solare può aver indotto eventi collegati alla circolazione dell'emisfero australe, fenomeno noto come El Niño.
La carota di ghiaccio GISP2, perforata in Groenlandia, mostra un picco del solfato e un calo del metano attorno a 5.300 anni fa, suggerendo che ci sia stato un evento anomalo come un'eruzione vulcanica, o l'impatto di un meteorite o di un asteroide.
Altri studiosi associano l'oscillazione di Piora con altri eventi comparabili, come l'evento di 8.200 anni fa, che ricorrono nella storia del clima come parte del più esteso ciclo climatico di 1.500 anni.